# الموراديل (سيوداد ريال)
بلدية الموراديل (بالإسبانية: Almuradiel)‏، هي إحدى بلديات مقاطعة سيوداد ريال إحدى مقاطعات إسبانيا، والتي تقع في منطقة قشتالة لا منتشا وسط إسبانيا.
يبلغ عدد سكانها 976 نسمة وفقاً لإحصائية سنة (2007).